# CBLC
CBLC‏ (Cbl proto-oncogene C) هوَ بروتين يُشَفر بواسطة جين CBLC في الإنسان.